# Sauvigny-les-Bois
Sauvigny-les-Bois és un municipi francès, situat al departament del Nièvre i a la regió de Borgonya - Franc Comtat. L'any 2007 tenia 1.509 habitants.

## Demografia

### Població
El 2007 la població de fet de Sauvigny-les-Bois era de 1.509 persones. Hi havia 598 famílies, de les quals 128 eren unipersonals (32 homes vivint sols i 96 dones vivint soles), 211 parelles sense fills, 231 parelles amb fills i 28 famílies monoparentals amb fills.
La població ha evolucionat segons el següent gràfic:
Habitants censats

### Habitatges
El 2007 hi havia 629 habitatges, 605 eren l'habitatge principal de la família, 10 eren segones residències i 14 estaven desocupats. 621 eren cases i 7 eren apartaments. Dels 605 habitatges principals, 528 estaven ocupats pels seus propietaris, 64 estaven llogats i ocupats pels llogaters i 13 estaven cedits a títol gratuït; 18 tenien dues cambres, 78 en tenien tres, 218 en tenien quatre i 291 en tenien cinc o més. 520 habitatges disposaven pel capbaix d'una plaça de pàrquing. A 228 habitatges hi havia un automòbil i a 340 n'hi havia dos o més.

### Piràmide de població
La piràmide de població per edats i sexe el 2009 era:
| Homes | Edats   | Dones |
| ----- | ------- | ----- |
| 0     | 95 o +  | 0     |
| 12    | 90 a 94 | 4     |
| 4     | 85 a 89 | 4     |
| 8     | 80 a 84 | 8     |
| 4     | 75 a 79 | 12    |
| 20    | 70 a 74 | 40    |
| 56    | 65 a 69 | 64    |
| 44    | 60 a 64 | 44    |
| 32    | 55 a 59 | 40    |
| 36    | 50 a 54 | 60    |
| 96    | 45 a 49 | 72    |
| 72    | 40 a 44 | 72    |
| 72    | 35 a 39 | 72    |
| 36    | 30 a 34 | 32    |
| 24    | 25 a 29 | 28    |
| 40    | 20 a 24 | 16    |
| 60    | 15 a 19 | 72    |
| 68    | 10 a 14 | 56    |
| 44    | 5 a 9   | 76    |
| 24    | 0 a 4   | 28    |

## Economia
El 2007 la població en edat de treballar era de 976 persones, 699 eren actives i 277 eren inactives. De les 699 persones actives 651 estaven ocupades (343 homes i 308 dones) i 48 estaven aturades (25 homes i 23 dones). De les 277 persones inactives 102 estaven jubilades, 96 estaven estudiant i 79 estaven classificades com a «altres inactius».

### Ingressos
El 2009 a Sauvigny-les-Bois hi havia 607 unitats fiscals que integraven 1.547,5 persones, la mediana anual d'ingressos fiscals per persona era de 20.365 €.

### Activitats econòmiques
Dels 32 establiments que hi havia el 2007, 1 era d'una empresa extractiva, 1 d'una empresa alimentària, 1 d'una empresa de fabricació de material elèctric, 3 d'empreses de fabricació d'altres productes industrials, 5 d'empreses de construcció, 6 d'empreses de comerç i reparació d'automòbils, 2 d'empreses de transport, 3 d'empreses d'hostatgeria i restauració, 2 d'empreses financeres, 1 d'una empresa immobiliària, 4 d'empreses de serveis i 3 d'empreses classificades com a «altres activitats de serveis».
Dels 13 establiments de servei als particulars que hi havia el 2009, 4 eren tallers de reparació d'automòbils i de material agrícola, 1 taller d'inspecció tècnica de vehicles, 2 guixaires pintors, 2 fusteries, 1 lampisteria i 3 restaurants.
Dels 3 establiments comercials que hi havia el 2009, 1 era un hipermercat i 2 fleques.
L'any 2000 a Sauvigny-les-Bois hi havia 9 explotacions agrícoles que ocupaven un total de 1.015 hectàrees.

## Equipaments sanitaris i escolars
El 2009 hi havia una escola elemental.

## Poblacions més properes
El següent diagrama mostra les poblacions més properes.